# Mihai Tudose
Mihai Tudose (n. 6 martie 1967, Brăila, România) este un politician român, ales deputat de Brăila (2000-2016) în Parlamentului României din partea Partidului Social Democrat și care a îndeplinit funcția de cel de-al 66-lea prim-ministru al României din 29 iunie 2017 până la demisia sa din data de 16 ianuarie 2018. Din 2017 este membru în Parlamentul European. 
De la momentul vacantării postului de prim-ministru al României, asigurarea interimatului a fost efectuată  de Mihai-Viorel Fifor (16 ianuarie 2018 - 29 ianuarie 2018).

## Educație
În perioada 1991-1995 a urmat cursurile Facultății de Științe Juridice și Administrative, Universitatea Creștină Dimitrie Cantemir, București, iar apoi, în 2001, un curs postuniversitar, „Management și gestiunea afacerilor", în cadrul Facultății de Științe Economice a Universității „Dunărea de Jos” din Galați. În 2002 a urmat un curs de specializare la Bruxelles, referitor la controlul parlamentar al forțelor armate NATO. În 2006 a urmat diferite cursuri; un curs postuniversitar în domeniul securității naționale, în cadrul Colegiului Superior de Securitate Națională, Serviciul Român de Informații, un curs de specializare pentru cadre de conducere (Senior Executive Seminar; SES), în cadrul Centrul European Marshall pentru Studii de Securitate Națională (George C. Marshall European Center for Security Studies) din Garmisch-Partenkirchen, Germania și un curs de specializare postuniversitar în cadrul Colegiul Național de Apărare, București. În perioada 2006-2007 a efectuat un master în „Politici Economice Europene” la Școala Națională de Studii Politice și Administrative (SNSPA) din București și un curs postuniversitar „Managementul comunicării și relații publice" în cadrul Facultății de Științe Economice a Universității „Dunărea de Jos”. În 2007 și-a completat studiile cu un curs de specialitate privind „Analiza și rezolvarea conflictelor armate” la Georgetown University, Statele Unite ale Americii, în colaborare cu Colegiul Național de Apărare. Tot în 2007 a mai urmat niște cursuri de formare profesională postuniversitară „Relații internaționale și integrare europeană” la Institutul Diplomatic Român, institut finanțat prin bugetul Ministerului Afacerilor Externe (MAE).
În 2010 a obținut titlul de doctor în domeniul Științe Militare și Informații, protecția infrastructurilor critice, conferit de Academia Națională de Informații „Mihai Viteazul" (ANIMV), instituție la care a și predat, ajungând conferențiar universitar.

## Cariera politică
A fost membru titular al Adunării Parlamentare a Consiliului Europei din partea delegației României.
Ca activitate profesională, a debutat în 1992 ca șef birou senatorial, până în 1999 când, pentru un an, a fost consilier județean, lucrând în același timp și ca jurist. Din anul 2000 reprezintă Brăila în Camera Deputaților. Din 2004 până în 2008 a fost președintele organizației municipale a PSD Brăila, perioada în care organizația a avut cele mai bune rezultate, reușind să câștige în urma scrutinului din 2008 primăria și să obțină cel mai mare numar de consilieri municipali. În 2008 a fost ales deputat cu peste 50% din preferințele electoratului în colegiul uninominal nr. 4, circumscripția electorală nr. 9 Brăila. Din 2004 este președinte al Comisiei pentru politică economică, reformă și privatizare din Camera Deputaților.